# Rafael Álvarez Sereix
Rafael Álvarez Sereix (Madrid, 1855-Madrid,1946) fue un ingeniero de montes, funcionario público, publicista y académico español.

## Biografía
Nacido en Madrid el 28 de noviembre de 1855, fue geodesta del Instituto Geográfico, que ocupó los cargos de jefe superior de Administración civil, presidente de honor de la Real Sociedad Geográfica de Madrid, gobernador civil de Baleares hacia 1899, también fue miembro correspondiente de la Real Academia Española desde 1887 y socio de honor número dos de la Academia Iberoamericana y Filipina de Historia Postal. En 1903 fue solicitado para mediar en el conflicto entre Honduras y Nicaragua, por los límites fronterizos entre ambas naciones.
Fue director y propietario de Revista Contemporánea. Como miembro de la Real Academia Española, polemizó con el escritor leonés Antonio de Valbuena, que atacaba a la institución y al diccionario de la Academia. Por su labor en defensa de los servicios y funcionarios de Correos, fue nombrado cartero honorario en 1893 y posteriormente apareció en un sello en 1990. Usó los pseudónimos «Zaravel» —un anagrama de su primer apellido— y «Un sapo del Retiro». Murió en 1946 en Madrid.